# Grégory Paisley
Grégory Paisley (ur. 7 maja 1977 w Paryżu) – francuski piłkarz występujący na pozycji obrońcy. Obecnie jest zawodnikiem Guingamp.

## Kariera
Paisley zawodową karierę rozpoczynał w Paris Saint-Germain. Zanim zadebiutował w jego barwach, w 1997 roku został wypożyczony do szwajcarskiego Servette FC. Pod koniec 1997 roku powrócił do PSG. W Ligue 1 zadebiutował 17 października 1998 w zremisowanym 1:1 meczu z Olympique Lyon. 14 listopada 1998 w wygranym 4:0 spotkaniu z Le Havre AC strzelił pierwszego gola w trakcie gry w Ligue 1.
W styczniu 2001 roku Paisley przeszedł do innego pierwszoligowego zespołu - Stade Rennais. Pierwszy ligowy mecz zaliczył tam 7 lutego 2001 przeciwko AS Saint-Étienne (3:0). Na cały sezon 2002/2003 został wypożyczony do Le Havre AC, również grającego w Ligue 1.
W 2003 roku trafił do również pierwszoligowego FC Sochaux-Montbéliard. Zadebiutował tam 30 sierpnia 2003 w wygranym 2:1 ligowym pojedynku z Lille OSC. Latem 2005 roku odszedł do FC Metz, a w styczniu 2006 został graczem klubu Troyes AC. W 2007 roku spadł z nim do Ligue 2. Wówczas odszedł z Troyes.
Latem 2007 roku Paisley podpisał kontrakt z pierwszoligowym RC Strasbourg. W 2008 roku spadł z nim do Ligue 2. W Strasbourgu spędził jeszcze sezon. W 2009 roku przeszedł do pierwszoligowego OGC Nice. W jego barwach zadebiutował 8 sierpnia 2009 w wygranym 2:0 meczu z AS Saint-Étienne.